# Habenaria kjellbergii
Habenaria kjellbergii är en orkidéart som beskrevs av Johannes Jacobus Smith. Habenaria kjellbergii ingår i släktet Habenaria och familjen orkidéer.
Artens utbredningsområde är Sulawesi. Inga underarter finns listade i Catalogue of Life.